# Интердисциплинарност
Интердисциплинарност обозначава съчетателното прилагане на няколко академични дисциплини при решаването на даден научен въпрос с цел постигане на целокупно познание чрез взаимодействието на различни дисциплинарни перспективи и методическо многообразие.
Интердисциплинарността предполага някакво интегриране или синтез — взаимообвързаност между различни академични дисциплини. При интердисциплинарния подход се цели да се създаде „срещно пространство“ между дисциплините и да се достигне равнище на взаимодействие, което пренася учените, чиято подготовка ги е потопила в културата на една дисциплина, отвъд техния професионален, културен и методически хоризонт.
Интердисциплинарна област е област на научно изследване, която застъпва традиционните граници на няколко академични дисциплини или теоретични школи.
Комплексни и сложни феномени като глобалното затопляне, пандемията от COVID-19, глобалната миграцията, глобални икономически и финансови кризи и прочее, могат да бъдат разбрани само чрез съвместно изследване от различни дисциплини (например – политолози, социолози, икономисти, епидемиолози, еколози, климатолози и др.; нито една дисциплина по отделно не би могла да предложи адекватни обяснения и решения).
Прилагателното интердисциплинарен се използва най-често в образователните среди, когато изследователи от две или повече дисциплини обединяват своите подходи и ги модифицират така, че да са по-подходящи за разглеждания проблем, включително в случая на екипно преподаване, когато от студентите се изисква да разберат даден предмет от гледна точка на няколко традиционни дисциплини. Например темата земеползване може да изглежда по различен начин, когато се разглежда от различни дисциплини, например биология, химия, икономика, география и политология. Отначало терминът интердисциплинарен се използвал в педагогиката, обозначавайки онези учебни предмети, които обединявали в себе си едновременно няколко утвърдени научни дисциплини (например в българските училища подобен предмет е физикохимия, геобиология, геофизика).

## Примери
- Комуникационни изследвания: Комуникационните изследвания са интердисциплинарна научна област, в която се възприемат теории, модели, концепции и т. н. на други, независими дисциплини като социология, политология и икономика и по този начин се взаимно обогатяват.[3]
- Наука за околната среда: Науката за околната среда е интердисциплинарна наука за Земята, насочена към решаване на екологични проблеми като глобалното затопляне, замърсяването на околната среда, замърсяването на водите, замърсяването на почвите, замърсяването на въздуха, и обхваща в себе си широк спектър от основни научни дисциплини, като например, геология, химия, физика, екология и океанография.[4] Изследователи в тази наука често си сътрудничат в интердисциплинарни екипи за решаване на сложни глобални екологични проблеми. От друга страна, изследователи, които изучават политики на околната среда, като например екологично право, устойчивост и екологична справедливост, също могат да търсят знания в областта на науката за околната среда, за да развият по-добре своята експертиза и разбиране на своята собствена дисциплина.[5]

- Управление на знанията: Управление на знанията или Мениджмънт на знанията e съвкупност от различни направления на изследване в областта на компютърните науки, икономиката, управлението на човешки ресурси, информационните системи, организационното поведение, философията, психологията и стратегическото управление.[6][7]
- Материалознание: Интердисциплинарна област, която съчетава научните и инженерните аспекти на материалите, особено на твърдите тела. Тя обхваща проектирането, откриването и прилагането на нови материали, като включва елементи от физиката, химията на твърдото тяло и инженерството.[8]
- Изследвания на произхода: Интердисциплинарна изследователска област, която се занимава с изясняване на произхода на културни ценности и човешки останки, намиращи се в природонаучни частни или обществени колекции/музеи – по-точно: как те са попаднали там, под какви условия, дали са били плячкосани по време на колониално владичесто или по-време на война.[9] Например, Британският музей в Лондон, Лувърът в Париж, Пергамският музей в Берлин, Ермитажът в Санкт-Петербург – всички те имат експонати, които са били заграбени от бивши колонии в Африка, Азия, Америка, Океания по времето на колониализма на Франция, Британската империя, Германската империя, Руската империя.[10] Науката за изследване на произхода изследва, дали дадени чуждестранни експонати са били легално изнесени от колониите чрез законна покупкопродажба или са били нелегално изнесени чрез закопуване на черния пазар или иманярско разграбване. Ако те са били придобити нелегално, то тогава се водят преговори за връщането им. Например, Гърция има претенции към колекция статуи от Партенона, притежание на Британския музей.[10] Нигерия пък си получава 2022 г. от Британския музей известните заграбени бенински бронзови фигури.[11] През 2021 г. Париж върна на Бенин 26 творби от кралските съкровища на Абомей, плячкосани през 1892 г. от френските войски.[12] През 2019 г. Франция върна сабя на Сенегал, а през 2020 г. – корона на Мадагаскар.[12] В края на 2018 г. Кот д'Ивоар поиска официално от Франция да бъдат върнати 148 артефакта на културното наследство.[12] Берлински музеи пък съобщават през 2023 г., че са готови да върнат стотици антропологични находки от Африка, заграбени от Германската империя – учените са анализирали 1135 човешки черепа в Музея за праистория и ранна история в Берлин; от тях 904 са определени, че са от съвременна Руанда, 202 от Танзания и 22 от Кения.[13] Подобна е ситуацията с плячкосани съкровища на културата от Нацистка Германия през Втората световна война или от Русия в Руско-украинската война.[14][15] Плячкосването на културно наследство по време на война или въоръжени конфликти е военно престъпление съгласно международното право.[16][17][18]
- Спортнa наукa: Спортната наука е интердисциплинарна наука, която изследва проблемите и проявите в областта на спорта и движението в сътрудничество с редица други науки, като социология, етика, биология, медицина, спортна психология, биомеханика и педагогика.[19][20]
- Науки за транспорта: Транспортните науки са научна област, която се занимава със съответните проблеми и събития в света на транспорта и си сътрудничи със специализираните правни, екологични, технически, психологически или педагогически дисциплини при разработването на модели относно транспорта на хората, стоки и съобщения.[21]